# KSF선박금융
KSF선박금융(KSF船舶金融)은 선박투자회사(펀드)로부터 업무를 위탁받아 해운사와 조선소, 금융기관 등 당사자들 간의 계약을 이행하여 해운산업의 활성화 등 국민경제의 발전에 이바지하기 위하여 설립된 주식회사이다. KSF는 Korea Ship Finance의 약자이며, 주요 주주로 한국수출입은행(14.99%), SCK(11.57%), 제이원인베스트먼트(9.80%), 부방(9.09%), OS&IL(7.08%), 장금상선(7.20%), 대우조선해양(3.54%), 삼성생명(2.36%), 현대중공업(2.36%), 현대미포조선(1.18%) 등이 있다. 본사는 서울특별시 강남구 삼성로 528 부방빌딩 1층에 있고, BIFC본부가 부산광역시 남구 문헌금융로 40 부산국제금융센터 22층에 있다.

## 설립 근거
- 선박투자회사법[7]

## 연혁
- 2003년 10월 28일 주식회사 KSF 설립
- 2004년 2월 4일 KSF선박금융으로 명칭 변경
- 2004년 2월 19일 해양수산부 선박운용회사 등록[8]

## 주요 업무
- 선박 취득 및 대선
- 자금 차입 및 사채 발행
- 주식 발행
- 취득 선박의 관리 및 매각

## 같이 보기
- 한국선박금융
- 세계로선박금융
- 한국선박관리산업협회
- 한국선주협회
- 한국해운중개업협회
- 한국해운조합